# Stazione di Lione Jean Macé
La stazione di Lione Jean Macé (in francese Gare de Lyon-Jean-Macé) è una stazione ferroviaria della città francese di Lione. È situata nel VII arrondissement di Lione. È servita da treni TER Auvergne-Rhône-Alpes.

## Storia
La stazione è stata inaugurata l'8 dicembre 2009 e aperta al traffico il 13 dicembre successivo.

## Interscambio
La stazione di Jean Macé è servita dalla fermata Jean Macé della linea B della metropolitana di Lione e dalla linea 2 della rete tramviaria locale.